# Profesionalen Futbolen Klub Vidima-Rakovski Sevlievo
Il Profesionalen Futbolen Klub Vidima-Rakovski Sevlievo (in bulgaro Професионален футболен клуб Видима-Раковски?), chiamato comunemente Vidima-Rakovski Sevlievo, è una società calcistica fondata nel 1922, con sede a Sevlievo, in Bulgaria. Nella stagione 2012-2013 milita nella B PFG, la seconda divisione del calcio bulgaro.

## Rosa attuale
Aggiornata al 5 febbraio 2012
| N. |                     | Ruolo | Calciatore              |
| -- | ------------------- | ----- | ----------------------- |
| 1  | Bulgaria (bandiera) | P     | Hristo Hristov          |
| 2  | Bulgaria (bandiera) | D     | Ivan Penev              |
| 3  | Bulgaria (bandiera) | D     | Samet Ashimov           |
| 4  | Bulgaria (bandiera) | D     | Atanas Drenovichki      |
| 5  | Bulgaria (bandiera) | C     | Georgi Stoychev         |
| 6  | Bulgaria (bandiera) | D     | Kalin Shtarkov          |
| 7  | Bulgaria (bandiera) | C     | Hristian Kozhuharov     |
| 8  | Bulgaria (bandiera) | C     | Ruslan Ivanov           |
| 9  | Bulgaria (bandiera) | C     | Kristiyan Tafradzhiyski |
| 10 | Bulgaria (bandiera) | C     | Ahmed Hikmet            |
| 11 | Bulgaria (bandiera) | C     | Todor Kolev             |
| 13 | Bulgaria (bandiera) | D     | Georgi Ivanov           |

| N. |                     | Ruolo | Calciatore        |
| -- | ------------------- | ----- | ----------------- |
| 14 | Bulgaria (bandiera) | C     | Maksim Stoykov    |
| 15 | Bulgaria (bandiera) | C     | Angel Rusev       |
| 16 | Bulgaria (bandiera) | P     | Ivaylo Vasilev    |
| 17 | Bulgaria (bandiera) | D     | Pavlin Yuliyanov  |
| 18 | Bulgaria (bandiera) | A     | Milen Tonev       |
| 19 | Bulgaria (bandiera) | D     | Evgeni Ignatov    |
| 20 | Bulgaria (bandiera) | C     | Nikolay Chipev    |
| 21 | Bulgaria (bandiera) | D     | Dimitar Nakov     |
| 22 | Bulgaria (bandiera) | P     | Nikolay Mitev     |
| 23 | Bulgaria (bandiera) | C     | Plamen Kozhuharov |
| 24 | Bulgaria (bandiera) | A     | Dobrin Petrov     |
| 25 | Bulgaria (bandiera) | D     | Tsvetomir Panov   |

## Palmarès

### Competizioni nazionali
- Vtora profesionalna futbolna liga: 1

2009-2010
- Kupa na Amat'orskata futbolna liga: 1

1998-1999

### Altri piazzamenti
- Vtora profesionalna futbolna liga:

Secondo posto: 2006-2007